# 左腦解譯器

大腦的左腦半球

左腦解譯器(英文：Left-brain interpreter)是由心理學家邁克爾·葛詹尼加和神經科學家約瑟夫·E·勒杜克斯提出的神經心理學概念。它指的是由左腦半球構造解釋，以便通過使新信息與以前已知的信息相協調來了解世界。左腦解譯器試圖合理化、推理和概括其收到的新信息，以使過去與現在聯繫起來。
左腦解譯器是腦功能偏側化的一種情況，適用於“解釋生成”而不是其他偏側化活動。儘管左腦解釋器的概念最初是基於對裂腦患者的實驗，但此後已被證明適用於廣大人群的日常行為。